# Antonietta Di Martino
Antonietta Di Martino, född 1 juni 1978, är en italiensk friidrottare som tävlar i höjdhopp. 

## Biografi
Di Martino började sin karriär som sjukampare men i och med VM 2001 valde hon att koncentrera sig på höjdhopp. Di Martinos första större mästerskapsfinal var då hon blev femma vid inomhus VM i Moskva 2006. Vid EM 2006 i Göteborg slutade hon på tionde plats. Bättre gick det vid EM i friidrott inomhus 2007 då hon slutade på andra plats efter Tia Hellebaut. 
Vid VM 2007 i Osaka lyckades Di Martino tangera sitt personliga och italienska rekord då hon klarade 2,03 och slutade på delad andra plats efter Blanka Vlašić. Hon deltog vid Olympiska sommarspelen 2008 där hon slutade på en tionde plats efter att ha klarat 1,93. Hon deltog vid VM 2009 i Berlin där hon slutade på fjärde plats efter att ha klarat 1,99 meter. Hon deltog senast vid VM 2011 i Daegu där hon slutade på bronsplats efter att ha klarat 2,00 meter.

## Personliga rekord
- Höjdhopp - 2,04 meter från 2011 (inomhus)